# マノ・ダヤク国際空港
マノ・ダヤク国際空港（Mano Dayak International Airport）は、ニジェールのアガデスに存在する空港である。
空港名は、この地域におけるトゥアレグ社会の指導者マノ・ダヤクから採られている。

## 就航路線
- アルジェ
- ニアメ
- パリ